# バスター・キートン
バスター・キートン（英: Buster Keaton, 1895年10月4日 - 1966年2月1日）は、アメリカ合衆国の喜劇俳優、映画監督、脚本家。チャールズ・チャップリン、ハロルド・ロイドと並び「世界の三大喜劇王」と呼ばれる。

## プロフィール

### ヴォードヴィル

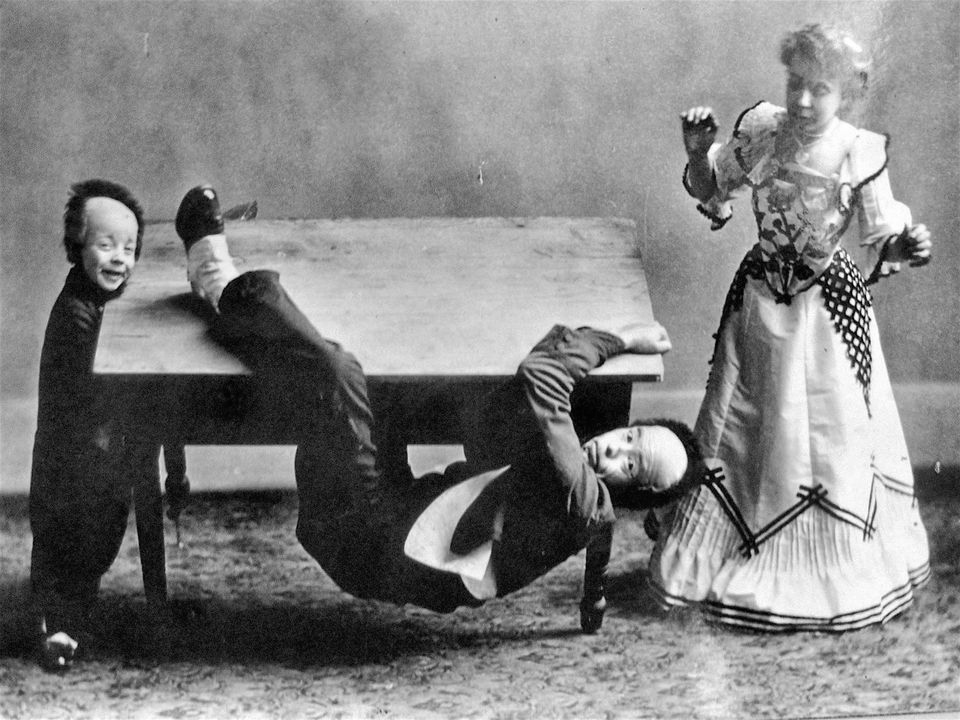
『キートン3人組』の寸劇。左の子供がキートン（1901年）

カンザス州ピクアにて、父ジョー・キートンに、母マイラ・キートンとの間にジョセフ・フランク・キートン（Joseph Frank Keaton）として生まれた。
両親とも舞台芸人で、キートンも1899年にまだ4歳の頃、親子による「キートン3人組 (The Three Keatons) 」として初舞台に立ち、各地でヴォードヴィルの巡業を続けた。父が、小さい彼の身体を逆さに持ち上げてぶんぶん振り回す「人間モップ」という、荒っぽいギャグを売り物とし、泣き顔一つせず演じていたことは有名な話である。後に弟ハリー（愛称はジングルズ）と妹ルイーズを加えた5人組としても人気を博したが、後にまたバスターと両親の3人組に戻っている。イギリスなどでの海外巡業も経験した。キートンが映画界に進出する直前まで活動が続き、その時点で解散している。
芸名の由来についてはこの家族舞台時代、突風に飛ばされたにも係わらず（自伝でキートンは「階段から転落説」を語っている）、全く泣かなかったのを見た、高名な手品師のハリー・フーディーニに「My, what a buster!（おやおや、なんて頑丈なんだ!）」と言われたところから、すぐそばにいた父によって「バスター・キートン」の名が誕生したといわれる。
ジョーは映画という媒体を評価していなかったとされているが、多数の映画に出演し、家族で共演する作品もいくつか存在する。『デブ君の勇士』では息子との初共演を果たしているが、フィルムは現存していない（理由は「作品関連」で後述）。マイラ、ハリー、ルイーズにも映画出演経歴があり、家族全員が勢揃いした作品こそ存在しないが、『キートンの西部相撲』や『列車の愛の巣』 などで共演が確認できる。

### 映画（1917年 - 1920年代）
1917年にニューヨークへ渡り、当時マック・セネットのキーストン・スタジオで大人気を得、自らのプロダクションを設立したロスコー・アーバックルの誘いを受けて映画界入りを果たした。映画初出演作品は『ファッティとキートンのおかしな肉屋』 (The Butcher Boy)（外部リンク"The Butcher Boy - Internet Archive"参照） だが、キートンが新人ながら決して短くない出演時間を、一度も撮り直しせず撮影を終えた。その後アーバックル主演映画に、立て続けに脇役として出演した。

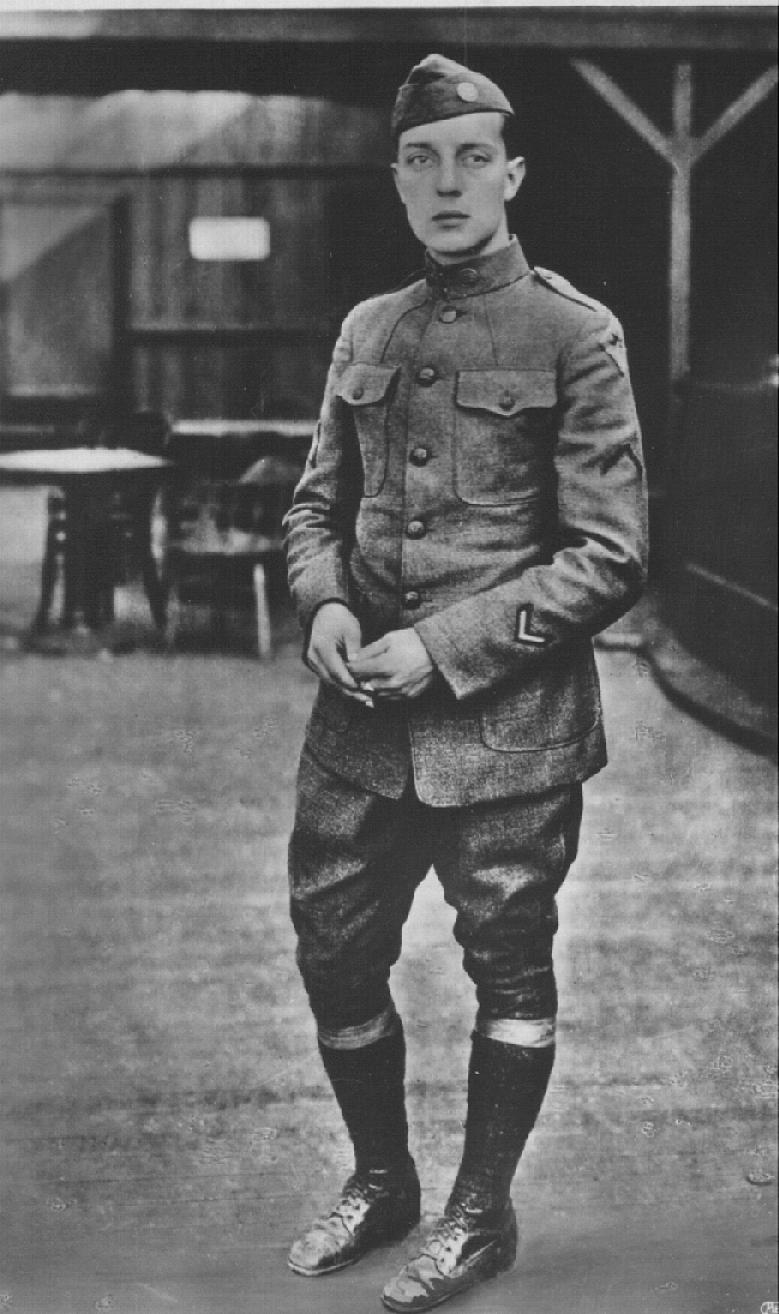
出征中のキートン（1918年）

1918年には第一次世界大戦による徴兵で、一時映画出演から離れた。その際耳を負傷したが、回復はしている。
体を張りながらも無表情で一途な役柄を特徴としたことから、「The Great Stone Face（偉大なる無表情）」、他に「死人の無表情」「すっぱい顔」「凍り付いた顔」「悲劇的なマスク」などと呼ばれた。アーバックル主演映画に出演していた頃、このキャラクターは定まっておらず、笑顔や泣き顔、更には激怒した顔など、豊かな表情を見受けることができる。無表情が定着したのは独立後で、チャップリンの撮影施設を買い取り、キートン撮影所を設立した時期と重なる。
1920年長編『馬鹿息子』（The Saphead）に主演する。
初単独監督作品は1920年に撮影された『キートンのハイ・サイン』 (The High Sign) であるが、キートン本人が気に入らず公開が見送られた。同年、監督作品である『文化生活一週間（キートンのマイホーム）』(One Week) が公開されている。その後『キートンの電気館』 (The Electric House) の撮影中、キートンはエスカレーターに足を挿まれ骨折し、撮影中止の事態に陥ってしまった際、埋め合わせとして『ハイ・サイン』が公開された。『電気館』は再度の撮影の後、1922年に公開されている。こうして1920年代を中心に、大人気の映画俳優となった。

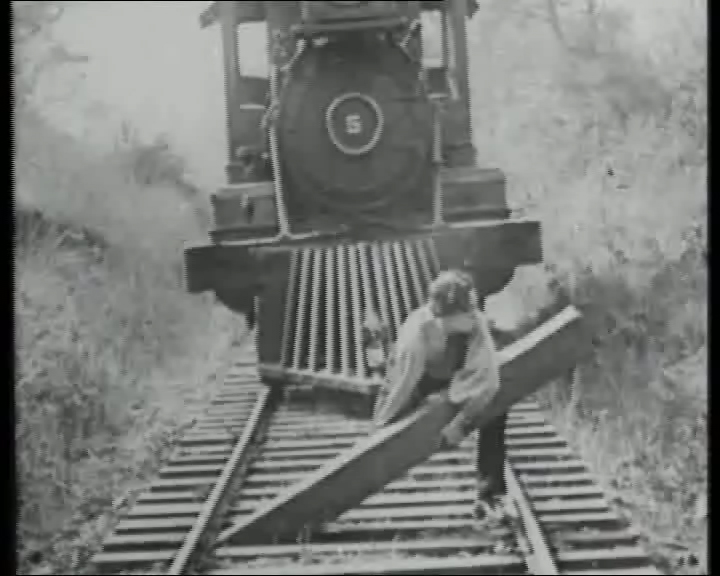
『キートンの大列車追跡』

1923年まで18本の短編を撮影後、1923年から1928年までは自らの撮影所で、第1作『キートンの恋愛三代記』 (The Three Ages) から10作目である『キートンの蒸気船』 (Steamboat Bill, Jr.) まで、長編作品10本を製作した。これらはメトロ・ゴールドウィン・メイヤー(以下MGM)やユナイテッド・アーティスツにより配給された。
『キートンの探偵学入門』 (Sherlock, Jr.) では危険なシーンの撮影のおり、給水塔の水で叩きつけられて汽車の上からレールに転落。首の骨を折ったにもかかわらず、気がつかずに撮影続行。一年半後偶然に骨折の痕が見つかったが、その時には既に完治していたという武勇伝が残されている。本人は「頭痛が続く」しか自覚がなかったという。
1928年には自身の撮影所を手放し、当時すでに多くのスターを抱え込む大手映画製作会社、MGMと契約した。だがキートンは次第に、MGMでの映画製作システムに対応できなくなってしまう。移籍後は主演作品でも脚本を書くことはおろか、監督を務めることさえ激減したため、単なる間抜けな主人公によるコメディ作品というイメージが強くなった。後にキートンが自伝でも過ちとして語っているように、MGMでの時代は転機を迎えた時期だといえる。それでも興行的には成功を収めている作品も存在し、特に1928年に公開された『キートンのカメラマン』 (The Cameraman) は、その年のMGM作品でも抜群の興行成績を記録した。

### 映画（1930年代 - ）

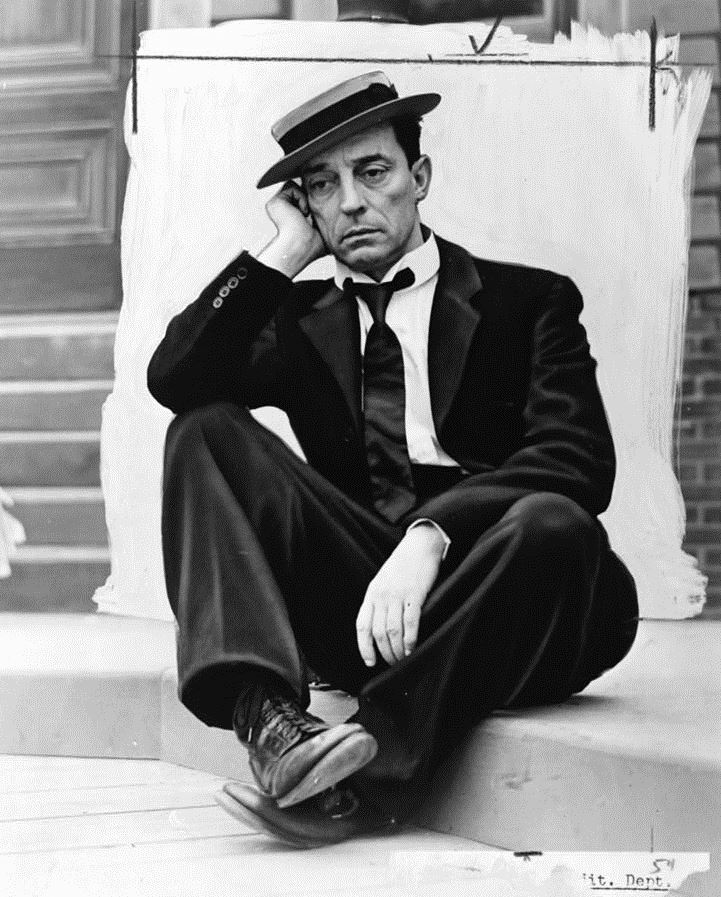
「ポークパイ帽」を被ったキートン（1939年）

1933年までMGMで映画を撮り続けたが、徐々に仕事は衰退した。衰退の原因が今日では、サイレント映画の衰退、および代わりに台頭するようになったトーキー技術において、キートンのハスキーボイスがそれとマッチしないと評されるところが多い。初トーキー作品は 1930年の『キートンのエキストラ』だが、この作品は、興行的に大成功を収めており、ヴォードヴィル時代に鍛え上げられた、ダンスと歌声を披露している。
他に衰退の原因として考えられている点が、MGMの分業方式・スター方式が合わず、さらに今まで一緒だったチームメンバーが解体してしまったことなどである。サイレント時代の傑作『キートン将軍』などのスタッフは、各スター作品の製作で文字通り引っ張りだこであって、複数の喜劇映画に名を連ねている。
1931年の『紐育の歩道』はキートンの商業的に最も成功した映画だった（興行収入 885,000ドル、純利益は約 200,000ドル）。MGM時代後期は、ジミー・デュランテとのダブル主演となっていった。この頃から酒に溺れる日々が続き、撮影を丸1日潰してしまう出来事も起こった。またMGMとの約束をキャンセルしてしまう出来事も重なり、これがきっかけで解雇されてしまう。
1930年代半ばには、エデュケーショナルで短編作品に出演・主演するようになった。1935年の『恥ずかしがり屋の青年』（別邦題『内気な青年』）ではマック・セネット監督、キートン主演の最初で最後のコンビが実現した。また1940年代にはコロンビアやユニヴァーサルにも迎え入れられたが、主に脇役であった。
一方で外国で長編作品の製作に携わった（『キートンの爆弾成金』（フランス、1934年）、『キートンのスペイン嬌乱』（イギリス、1935年）、『キートンの月ロケット』（メキシコ、1946年）。『キートンの爆弾成金』では笑い顔を見せている（外部リンク参照）。
他にも監督、原案の提供、ギャグの創作や指導などの仕事をこなす。マルクス兄弟の作品にも原案提供・ギャグ指導を行っており（兄弟の反応は微妙なものだったという）、このためマルクス兄弟の特徴となる視覚的で不条理なギャグには、キートンの影響が随所に見られる。

とは言え当時は既にハリウッドの一線から退いたと考えられていた。酒量が増えアルコール使用障害に陥り、破産も経験している。これに前後して『荒武者キートン』で共演した妻との離婚、看護婦であった第2夫人との結婚・離婚などを経験し、「発狂」と新聞に報道されてしまう羽目にまで立ち至っている。これは日本の新聞にも写真つきで報道され、古い映画評論などはいまだにそのまま書かれている。

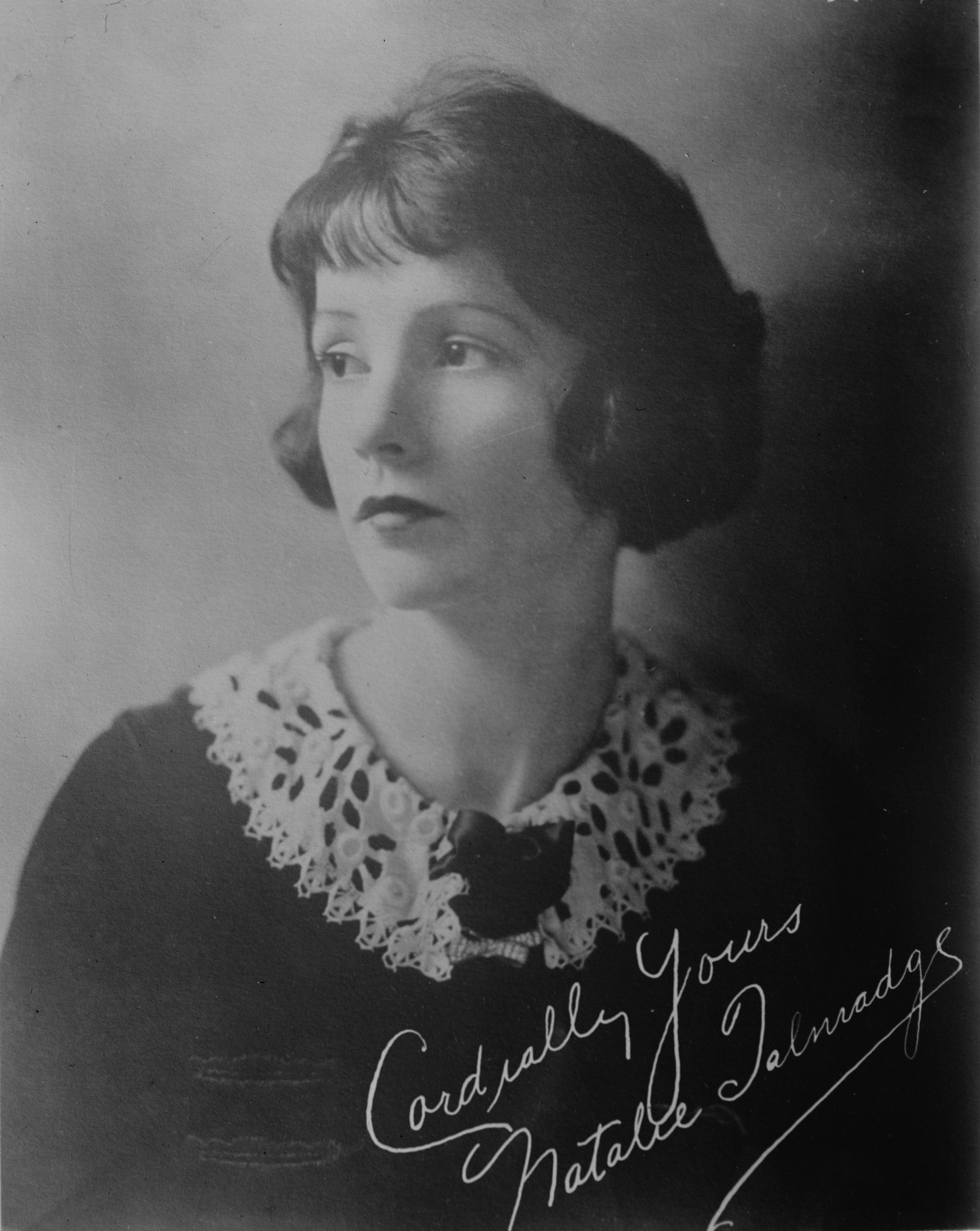
最初の妻の、ナタリー・タルマッジ

### 再評価・晩年

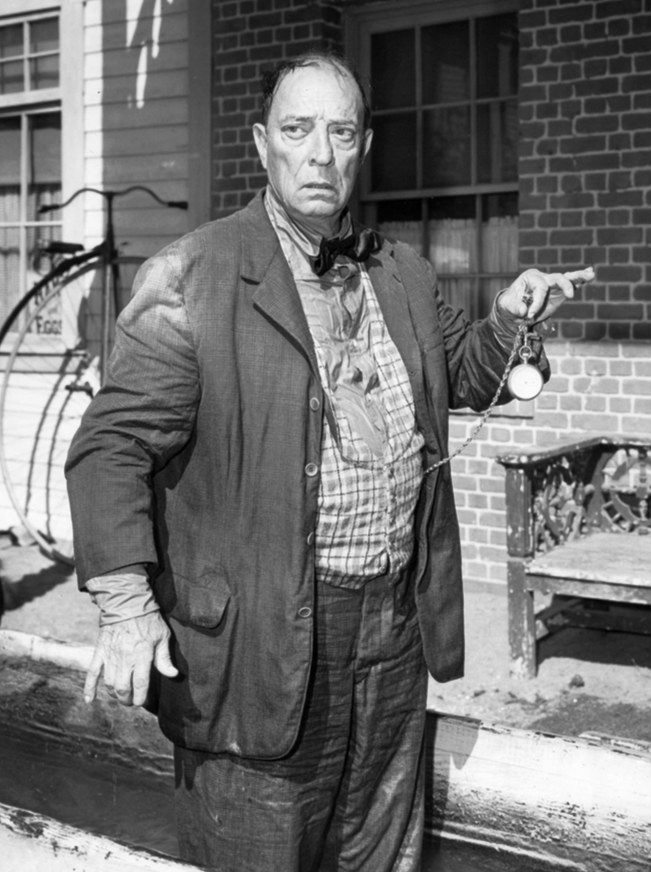
テレビ番組トワイライト・ゾーンに登場したキートン（1961年）

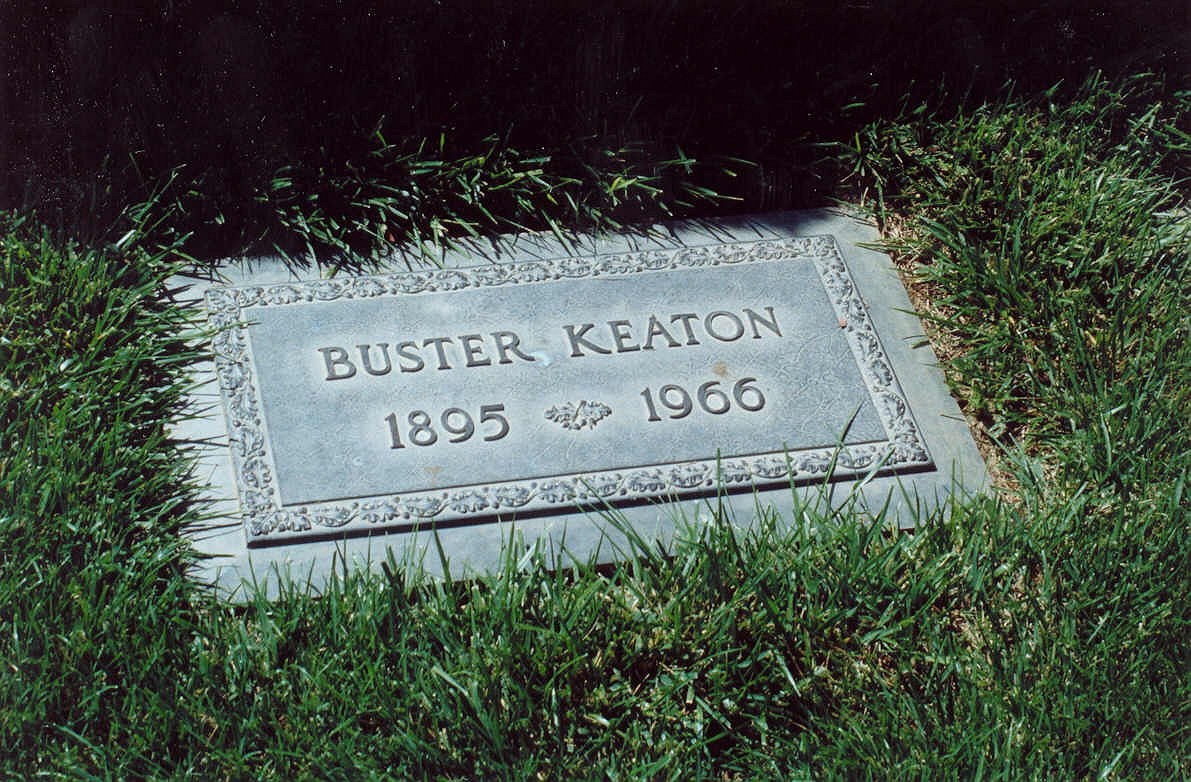
バスター・キートンの墓（カリフォルニア州バーバンク）

1950年代に入ると、TVショーの出演やヨーロッパでの舞台を続けるなど、仕事に恵まれた。映画でも1950年にビリー・ワイルダー監督の『サンセット大通り (映画)』に出演。1952年に『ライムライト』に出演して、チャーリー・チャップリンと初共演を果たした。これらの仕事や、黄金時代のフィルムが倉庫から探し出されてリバイバル上映されるなど、キートンへの再評価が高まった。1957年には伝記映画『バスター・キートン物語』も公開された。1959年にアカデミー名誉賞を授与された。1965年『キートンの線路工夫』では主演を務めた。最晩年（1966年）の出演作『ローマで起こった奇妙な出来事』ではセリフも少なく、ただそのへんを走っているだけのマラソンランナー役だったが（最後の大どんでん返しの中心人物だった）、それでもクレジットタイトルでは別格扱いだった。
1966年2月1日、肺癌によりカリフォルニア州ウッドランドヒルの自宅で死去。70歳。

### 結婚
3度の結婚を経験している。

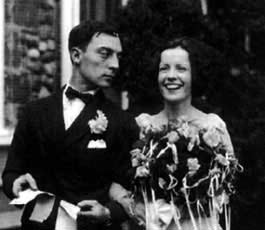
ナタリー・タルマッジとの結婚式

1. ナタリー・タルマッジ - サイレント時代に活躍したタルマッジ三姉妹の一人で、『荒武者キートン』 (Our Hospitality) ではヒロインを演じた。1921年に結婚し1932年に離婚。2人の子供をもうけている。
2. メイ・スクリヴン - 1933年に結婚し1936年に離婚。
3. エレノア・キートン - キートンより23歳年下のダンサー。キートンが亡くなるまで結婚生活は続いた。

## 芸風や作品の特徴

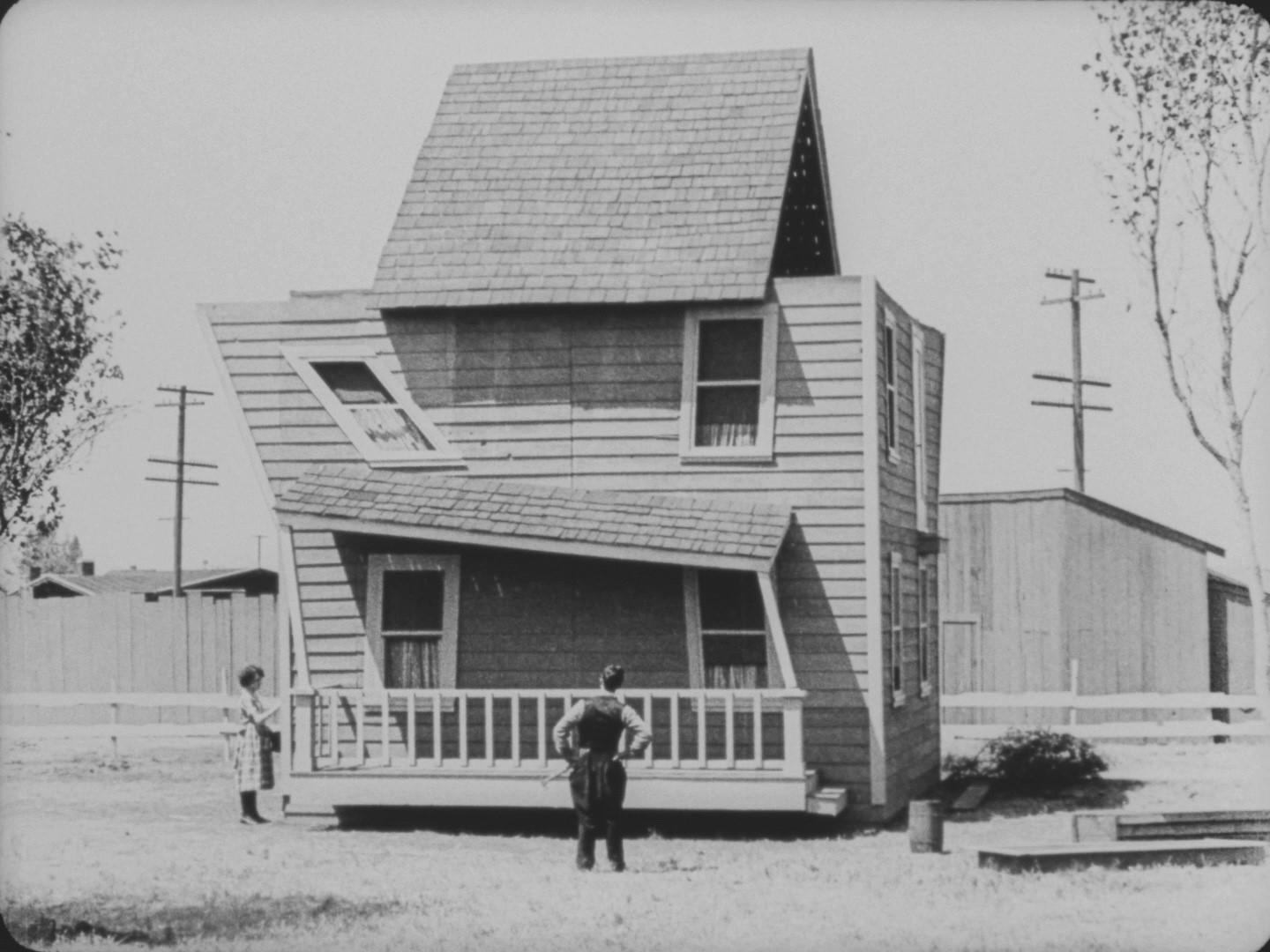
『文化生活一週間（キートンのマイホーム）』の珍妙なマイホームのギャグ（1920年）

前述通り「偉大なる無表情」を一切崩さずに行う、体を張ったアクションとギャグが最大の特徴といえる。偉大なる無表情とは、喜怒哀楽を表情に出さない。その表情と命がけのアクションとのギャップが、ファンに愛されている理由のひとつだともいえる。急斜面を転がり落ちたり、列車の上を全速力で駆け抜けたりするなど、非常にアクロバティックである。アクションに限らず、映像技術や特撮技術を駆使したような、トリック要素が多く盛り込まれたギャグも多用する。
作品の特徴であるが、チャップリン作品に形容されるような、悲劇的な要素はあまり見受けられず、スラップスティック・コメディにロマンス要素が加味された作品が多い。基本的にはハッピーエンドである。そしてキートン演じる主人公のそのほとんどが、少し間の抜けた性格の持ち主だが、ロマンティストである。これらはキートンが自ら製作した1920年代に強く見られる特徴である。

## 評価
1999年にアメリカン・フィルム・インスティチュートが発表した「映画スターベスト100」では、男優部門の21位に選ばれた。

## 雑学
- 最初の結婚のころ、不動産経営で成功して「イタリア荘」を新築した。この「イタリア荘」は『ゴッドファーザー』の「馬の首事件」の舞台として使われた。使用人として日本人夫婦が住み込んでいたという。のち数回の転売を経たが、屋敷のガレージから貴重なフィルムが発見されている。
- 野球が大好きだった。『キートンの大学生(キートンのカレッジライフ)』 (College) には野球のシーンが存在する。バントとみせかけてヒットを狙う技術を「バスター」と呼ぶが、芸名との関連はなく、野球用語の「バスタード・バント」の略である。
- 小惑星(2712) Keatonはキートンの名前にちなんで命名された[17]。
- クレイアニメ『ひつじのショーン』のリチャード・スターザック（英語版）監督は、「ショーンたちを形作るにあたり、一番参考になっているのはバスター・キートン」とコメントしている[18]。

### 作品関連
- 『キートンのセブン・チャンス』(Seven Chances)は、冒頭シークェンスを2原色テクニカラーで撮影していた。このカラー方式が完全復刻されたソフト（DVDやブルーレイ）は日本国内では発売されていない。2014年12月13日に京都文化博物館で初公開された（フィルム提供：喜劇映画研究会）。
- キートンが長年尊敬していたロスコー・アーバックルが1921年、女優ヴァージニア・ラッペへの強姦殺人（故殺）容疑で起訴され、その後証拠不十分により無罪評決された事件があった（実際は彼女の持病の発作が原因）。その際映画界を追放されたアーバックルを、『キートンの探偵学入門』において監督起用させた。またアーバックルが復帰する際には「Will be good=きっと良くなる」という意味を込めて「ウィル・グッドリッチ」という名前を考案したのもキートンである。アーバックルへの思いは強く、自らの自伝でも一連の事件に対する冤罪を発言している。
- 上記の事件によりアーバックルの作品は焼却処分を受けたために、キートンが出演した全作品の中で、唯一現存しない作品が『デブ君の勇士』 (A Country Hero) である。『デブ君化けの皮』 (A Reckless Romeo) と『デブのコック』 (The Cook) も長らく現存しないと言われてきたが、1990年代後半になってノルウェーでフィルムが発見されている。
- 『キートンの大列車追跡』（別邦題：『キートン将軍』『キートンの大列車強盗』[19]）(The General)が、第57回カンヌ国際映画祭（2004年）の招待作として特別上映された。音楽は作曲家の久石譲が担当し、上映に会わせてオーケストラの生演奏が行われた。このバージョンでのDVD（国内盤）は2006年にデックスエンタテインメントからリリースされた。
- 日本では1973年からフランス映画社により、1920年代の主要作品の連続上映企画「ハロー！キートン」が実施された[20]。
- テレビ放映は1970年代後半、俳優フランキー堺が語り手を務めた「キートン小劇場」（NHK）、1990年代と2000年代にはNHK-BS2で、『馬鹿息子』から『将軍』、『蒸気船』までの（『拳闘屋キートン』をのぞく）サイレント黄金期の傑作群と、20年代に作られたキートン短編のいくつかが、澤登翠の活弁付で放送されている。併せて3部からなるイギリス・テムズテレビジョン制作のキートンドキュメンタリーの決定版『バスター・キートン／ハードアクトに賭けた生涯 Buster Keaton: A Hard Act to Follow』(1987)も放送された（「外部リンク」の”Buster Keaton: A Hard Act To Follow”参照）[21]。

## フィルモグラフィー

### 監督及び出演

#### 短編

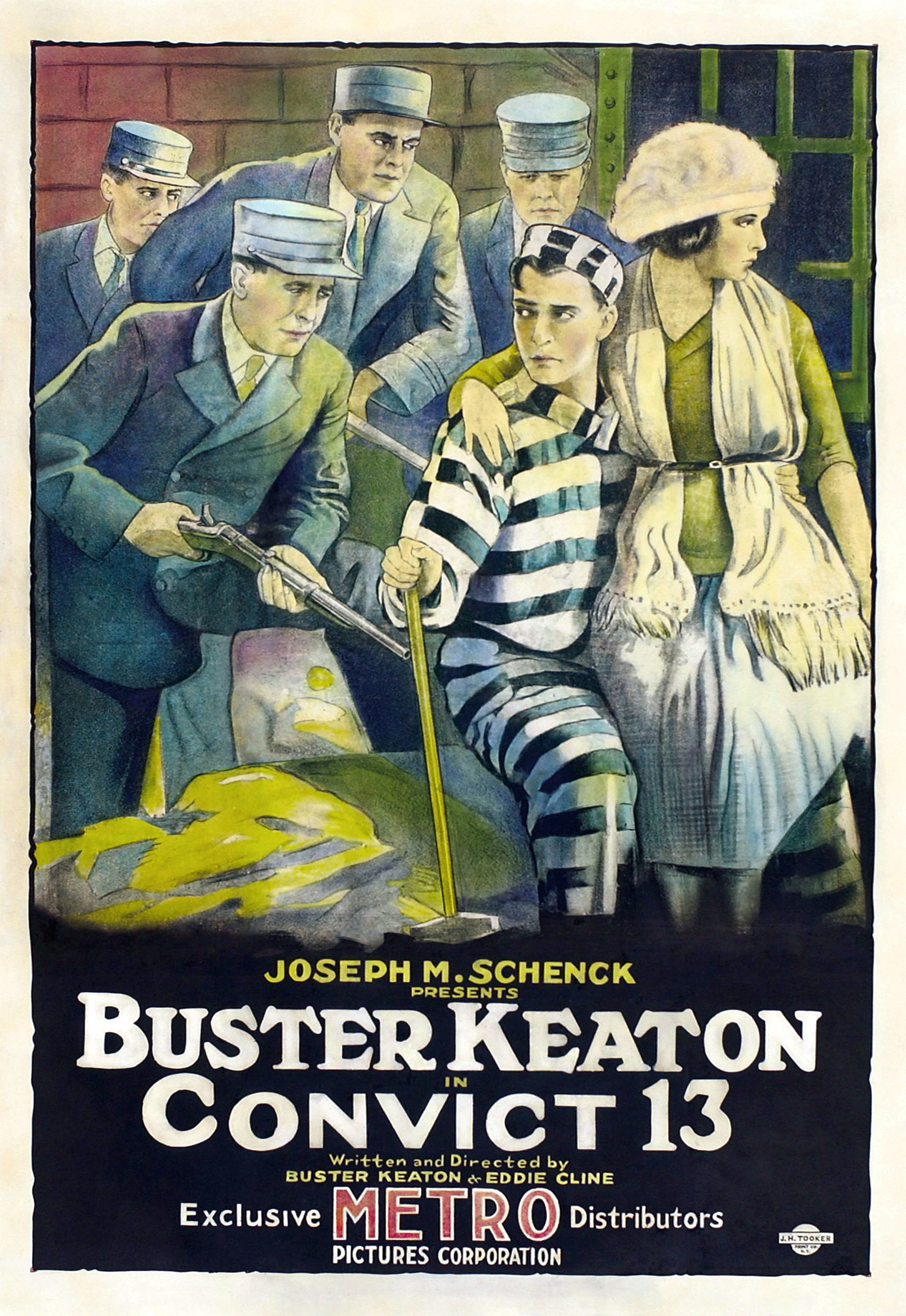
『キートンの囚人13号（ゴルフ狂の夢）』のポスター（1920年）

- デブ君の入婿 (The Rough House, 共同監督, 1917)[22]
- 文化生活一週間（キートンのマイホーム） (One Week, 共同監督, 1920)[23]
- キートンの囚人13号（ゴルフ狂の夢） (Convict 13, 1920)[24]
- キートンの案山子（スケアクロウ） (The Scarecrow, 共同監督, 1920)[25]
- キートンの隣同士 (Neighbors, 共同監督, 1920)[26]
- キートンの化物屋敷 (The Haunted House, 共同監督, 1921)[27]
- キートンのハード・ラック（悪運） (Hard Luck, 共同監督, 1921)[28]
- キートンのハイ・サイン (The High Sign, 共同監督, 1921)[29]
- キートンの強盗騒動（悪太郎） (The Goat, 1921)[30]
- キートンの即席百人芸（キートンの一人百役） (The Playhouse, 共同監督, 1921)[31]
- キートンの船出（漂流） (The Boat,兼脚本, 共同監督, 1921)[32]
- キートンの白人酋長（キートンの酋長、キートンのハッタリ酋長） (The Paleface, 共同監督, 1922)[33]
- キートンの警官騒動 (Cops, 1922)[34]
- キートン半殺し（キートンの猛妻一族、キートンの飴ン棒、キートンの華麗なる一族） (My Wife's Relations, 1922)[35]
- キートンの鍛冶屋 (The Blacksmith, 1922)[36]
- キートンの北極無宿 (The Frozen North, 共同監督, 1922)[37]
- 成功成功（キートンの白日夢） (Day Dreams, 共同監督, 1922)[38]
- キートンの電気屋敷（電気館） (The Electric House, 共同監督, 1922)[39]
- キートンの空中結婚（キートンの昇天） (The Balloonatic, 1923)[40]
- 捨小舟 (The Love Nest, 共同監督, 1923)[41]

#### 長編
- 滑稽恋愛三代記（キートンの恋愛三代記） (The Three Ages, 共同監督, 1923)[42]
- 荒武者キートン（キートンの激流危機一髪！） (Our Hospitality, 共同監督, 1923)[43][44]
- キートンの探偵学入門（忍術キートン） (Sherlock,Jr., 1924)[45]
- 海底王キートン (The Navigator, 共同監督, 1924)[46][47]
- キートンのセブン・チャンス（キートンの栃麺棒） (Seven Chances, 1925)[48][49]
- キートンの西部成金（キートンのゴー・ウェスト!） (Go West, 1925)[50][51]
- 拳闘屋キートン（キートンのラストラウンド） (Battling Butler, 1926)[52][53]
- キートン将軍（キートンの大列車追跡、キートンの大列車強盗） (The General, 共同監督, 1927)[54]
- キートンの大学生（キートンのカレッジ・ライフ） (College, 共同監督, 1927)[55][56]
- キートンの船長（キートンの蒸気船） (Steamboat Bill,Jr., 共同監督, 1928)[57][58]
- キートンのカメラマン (The Cameraman, 共同監督, 1928)[59]
- キートンの結婚狂 (Spite Marriage, 共同監督, 1929)[60][61]

### 出演のみ

#### 短編

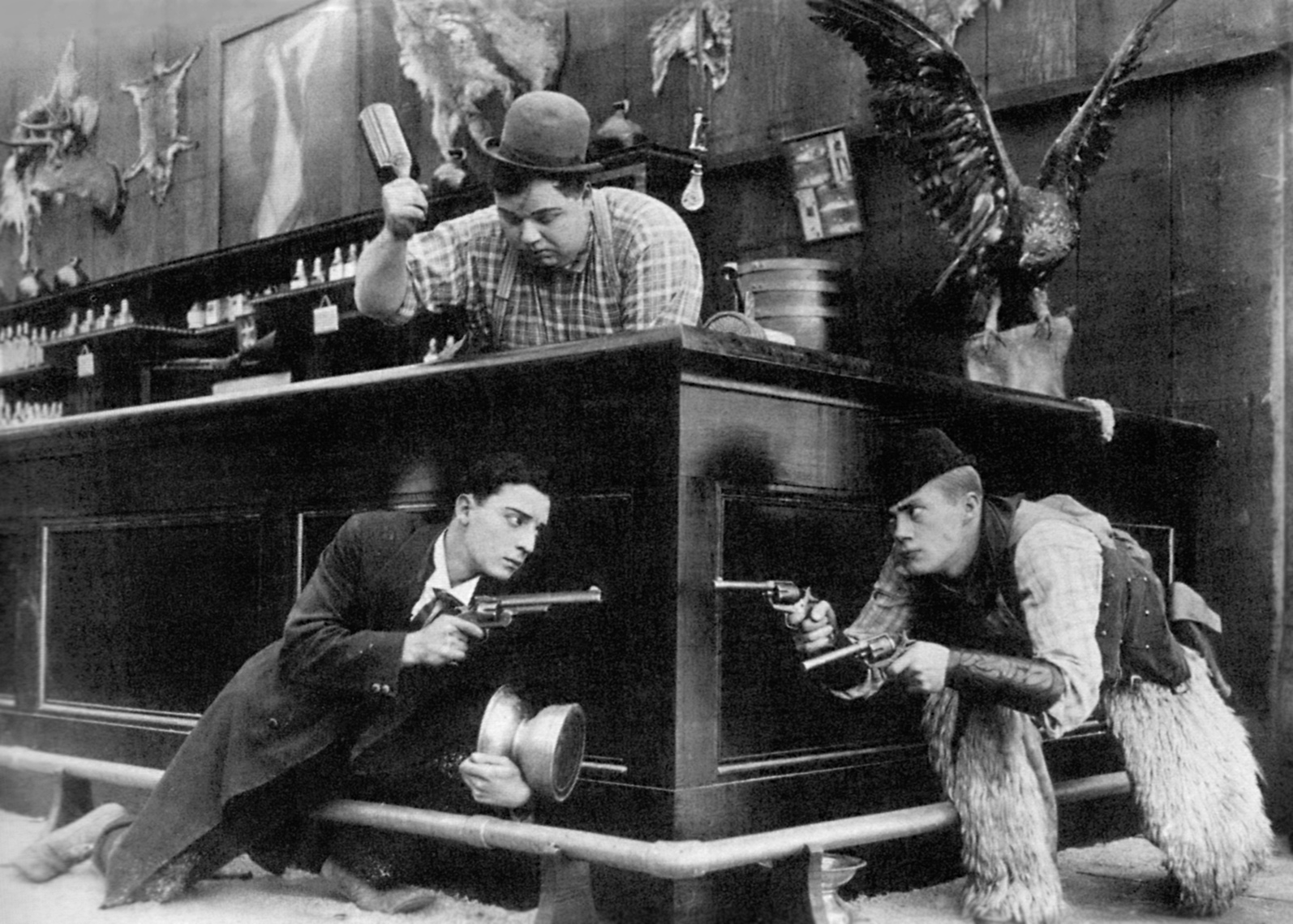
『ファッティとキートンのアウト・ウェスト』（右は アル・セント・ジョン）

- ファッティとキートンのおかしな肉屋（デブ君の女装）（The Butcher Boy , 1917)[62][63]
- デブ君化けの皮 (A Reckless Romeo, 1917)[64][65]
- デブ君の結婚 (His Wedding Night, 1917)[66]
- デブ君の医者 (Oh Doctor, 1917)[67]
- ファッティとキートンのコニー・アイランド（デブ君の浜遊び） (Coney Island, 1917)[68]
- デブ君の勇士 (A Country Hero, 1917)[69] ※現存しない[70]
- ファッティとキートンのアウト・ウェスト（デブ君の出稼ぎ） (Out West, 1918)[71]
- デブ君の給仕 (The Bell Boy, 1918)[72]
- デブ君の巌窟王 (Moonshine, 1918)[73]
- ファッティとキートンのグッドナイト・ナース（デブ君の入院） (Good Night, Nurse!, 1918)[74]
- デブのコック (The Cook, 1918)[75]
- デブの舞台裏（ファッティとキートンの初舞台） (Back Stage, 1919)[76]
- 飼葉の種（にぎやか雑貨店）  (The Hayseed, 1919)[77]
- デブの自動車屋 (The Garage, 1919)[78]
- The Iron Mule（1925）[79]
- キートンの黄金崇拝 (The Gold Ghost, 1934)[80][81][82] - エデュケーショナル（英語版）での最初の出演作品[83]。
- キートンの頓馬同盟 (Allez Oop, 1934)[84][85]
- キートンの西部相撲 (Palooka from Paducah, 1935)[86][87]
- 田舎者のロマンス (Hayseed Romance, 1935)[88][89]
- キートンの自由結婚 (The E-Flat Man, 1935)[90][91]
- 恥ずかしがり屋の青年 (The Timid Young Man, 1935)[92][93]
- キートンの野球大当たり (One Run Elmer, 1935)[94][95]
- キートンの脱線水兵 (Tars and Stripes, 1935)[96][97]
- 三つ巴 (Three on a Limb, 1936)
- ばけ学博士 (The Chemist, 1936)
- キートンの大魔術師 (Mixed Magic, 1936)[98][99]
- キートンの大放送 (Grand Slam Opera, 1936)[100][101]
- 青い炎 (Blue Blazes, 1936)[102][103]
- 囮 (Jail Bait, 1937)
- 列車の愛の巣 (Love Nest on Wheels, 1937)[104][105][106] - エデュケーショナルでの最後の出演作品[107]。
- 西部から来た厄介者 (Pest from the West, 1939) - コロンビアでの最初の出演作品[108]。
- ジョージア コーシン曲 (Mooching Through Georgia, 1939)[109]
- ただお楽しみだけ／（別邦題：すべてお遊び） (Nothing But Pleasure, 1940)[110]
- 寝台車で失礼 (Pardon My Berth Marks, 1940)[111]
- 処女馬馴らし (The Taming of the Snood, 1940)[112]
- お化けは語る (The Spook Speaks, 1940)
- 前妻は見ていた (His Ex Marks the Spot, 1940)[113]
- ギャーギャー騒ぐな (So You Won't Squawk, 1941)[114]
- はた迷惑 (General Nuisance, 1941)[115]
- 彼女は金のなる木 (She's Oil Mine, 1941)[116] - コロンビアでの最後の出演作品[117]
- キートンの裸女学生（Life with Buster Keaton, 1951）[118][119]
- バスターの天国 (Paradise for Buster, 1952)
- 商売がないほどの商売はない (There's No Business Like No Business, 1963)[120][121]
- フィルム (Film, 1965)[122]
- キートンの線路工夫 (The Railrodder, 1965)[123]
- 記者 (The Scride, 1966)[124]

#### 長編
- 一網打尽 (The Round-Up,ノンクレジット, 1920)[125]
- 馬鹿息子 (The Saphead, 1920)[126][127]
- ハリウッド・レヴィユー(The Hollywood Revue of 1929, 1929)
- キートンのエキストラ (Free and Easy, 1930)[128][129]
- キートンの決死隊 (Doughboys, 1930)[130][131]
- キートンの恋愛指南番 (Parlor, Bedroom and Bath, 1931)[132][133]
- 紐育の歩道 (Sidewalks of New York, 1931)[134][135]
- キートンの決闘狂 (The Passionate Plumber, 1932)[136][137]
- キートンの歌劇王 (Speak Easily, 1932)[138][139]
- キートンの麦酒王 (What! No Beer?, 1933)[140][141]
- キートンの爆弾成金 (Le Roi des Champs-Élysées, 1934)[142][143]
- キートンのスペイン嬌乱 (The Invader, 1936)[144][145]
- Hollywood Cavalcade, 1939[146]
- ニュウ・ムウン (New Moon, ノンクレジット, 1940)
- 悪党はなおも彼女を追いかけた (The Villain Still Pursued Her, 1940)
- リル・アブナー (Li'l Abner, 1940)
- 提督の館 (Forever and a Day, 1943)[147]
- 愛しのサンディエゴ (San Diego I Love You, 1944)[148]
- その心意気 (That's the Spirit, 1945)[149]
- あなたと過ごしたあの夜 (That Night with You, 1945)[150]
- She Went to the Races, 1945[151]
- 神の国 (God's Country, 1946)[152]
- キートンの月ロケット (El Moderno Barba Azul, 1946)[153]
- 死闘 (Un duel a mort, 1947)[154]
- 愛すべきイカサマ (The Lovable Cheat, 1949)[155]
- あなたは私のすべて (You're My Everything, 1949)
- サンセット大通り (Sunset Boulevard, 1950)
- ライムライト (Limelight, 1952)
- 魅惑的な敵 (L'Incantevole Nemica, 1953)
- 八十日間世界一周 (Around the World in 80 Days, 1956)
- バスター・キートン物語（The Buster Keaton Story, 1957 ）
- ハックルベリーフィンの冒険 (The Adventures of Huckleberry Finn, 1960)
- 悪魔への支払い (The Devil to Pay, 1960)
- レスター・スナップウェルの勝利 (The Triumph of Lester Snapwell, 1963)
- おかしなおかしなおかしな世界 (It's a Mad Mad Mad Mad World, 1963)
- パジャマ・パーティー (Pajama Party, 1964)
- ビーチ・ブランケット・ビンゴ (Beach Blanket Bingo, 1965)
- フォール・ガイ (The Fall Guy, 1965)
- 奔放なビキニをいっぱいにする方法／（別邦題：ビキニガール・ハント） (How to Stuff a Wild Bikini, 1965)[156]
- 能無し軍曹 (Sergeant Dead Head, 1965)
- バスター・キートン・ライズ・アゲイン (Buster Keaton Rides Again, 1965)[157]
- 二人の水兵と一人の将軍 (Due Marines e un Generale, 1965)
- ローマで起こった奇妙な出来事 (A Funny Thing Happened on the Way to the Forum, 1966)

### 脚本
- オペラは踊る (A Night at the Opera, 1935)[158]
- マルクス兄弟珍サーカス (At the Circus, 1939)[159]
- マルクスの二挺拳銃 (Go West, 1940)[160]

## テレビ出演
- The Buster Keaton Show（1950年）
- The Faye Emerson Show（1951年）[161][162]
- Life with Buster Keaton（1951年）[163]
- 遥かなる喝采（The Silent Partner, 1955）[164][165]

## キートン作品を含むアンソロジー作品
- 『喜劇の王様たち（When Comedy Was King）』 - ロバート・ヤングソン（Robert Youngson）監督。ハロルド・ロイドを除く当時の代表的コメディアンのほとんどが見られる[166]。1960年[167]。
- 『喜劇の大将（30 Years of Fun）』 - ロバート・ヤングソン監督。1962年[168][169]。

## ドキュメンタリー作品
- 『So Funny It Hurt: Buster Keaton & MGM』（2004年、クリストファー・バード＆ケヴィン・ブラウンロー監督）キートンがMGMと契約していた5年間を探る[170]。
- 『Chaplin vs. Keaton – Duel of Legends』（2015年、サイモン・バックス監督）[171]キートンとチャールズ・チャップリンの個性と人生を比較対照しながら描いている。
  - 『喜劇王対決　チャップリンvsキートン』（2017年初放映）NHK-BS1[172]。上記作品の日本語訳追加版。
- 『The Great Buster: A Celebration』（2018年、ピーター・ボグダノヴィッチ監督）

## 関連作品
- 『蒸気船ウィリー』 (Steamboat Willy,1928) - アニメ映画。『キートンの船長(キートンの蒸気船)』(Steamboat Bill,Jr.) のパロディだといわれている[173]。
- 『MASTERキートン』 - 日本の漫画
- 『マルクス二丁拳銃』（GO WEST 1940) - マルクス兄弟の西部劇ものの喜劇映画。ラスト近くの列車の追跡シーンは『キートン将軍』、汽車が家を持ちあげてハーポに突っ込んでくるのを、ひょいと家の玄関から入ってしまうギャグは『キートンの船長』の流用である[174]。当時キートンはMGMのギャグマン（コメディ映画のギャグを考えるスタッフ）を務めており（「脚本」も参照）、自身の往年の映画のギャグの多くを提供しており、類例は同時期のMGM所属コメディアン、アボット&コステロの映画でも多く見られる。

## 書目
- Agee, James, "Comedy's Greatest Era" from Life (September 5, 1949), reprinted in Agee on Film (1958), McDowell, Obolensky (2000), Modern Library
- Anobile, Richard J. (ed.) (1976), The Best of Buster: Classic Comedy Scenes Direct from the Films of Buster Keaton. Crown Books.
- Benayoun, Robert, The Look of Buster Keaton (1983) St. Martin's Press
- Bengtson, John (1999), Silent Echoes: Discovering Early Hollywood Through the Films of Buster Keaton, Santa Monica Press.
- Blesh, Rudi (1967). Keaton. Secker & Warburg
- Brighton, Catherine (2008), Keep Your Eye on the Kid: The Early Years of Buster Keaton, Roaring Brook Press. An illustrated children's book about Keaton's career.
- Brownlow, Kevin, "Buster Keaton" from The Parade's Gone By. Alfred A. Knopf (1968), University of California Press (1976)
- Byron, Stuart and Weis, Elizabeth (eds.) (1977), The National Society of Film Critics on Movie Comedy, Grossman/Viking
- Carroll, Noel (2009), Comedy Incarnate: Buster Keaton, Physical Humor, and Bodily Coping, Wiley-Blackwell
- Curtis, James (2022), Buster Keaton: A Filmmaker's Life Knopf
- Dardis, Tom, Keaton: The Man Who Wouldn't Lie Down, Scribners (1979), Limelight Editions (2004)
- Robinson, David (1969), Buster Keaton, Indiana University Press, in association with British Film Institute
- Durgnat, Raymond (1970), "Self-Help with a Smile" from The Crazy Mirror: Hollywood Comedy and the American Image, Dell
- Edmonds, Andy (1992), Frame-Up!: The Shocking Scandal That Destroyed Hollywood's Biggest Comedy Star Roscoe "Fatty" Arbuckle, Avon Books
- Everson, William K. (1978), American Silent Film, Oxford University Press
- Gilliatt, Penelope (1973), "Buster Keaton" from Unholy Fools: Wits, Comics, Disturbers of the Peace, Viking
- Horton, Andrew (1997), Buster Keaton's Sherlock Jr. Cambridge University Press
- Keaton, Buster (with Charles Samuels) (1960), My Wonderful World of Slapstick, Doubleday
- Keaton, Buster (2007), Buster Keaton: Interviews (Conversations with Filmmakers Series), University Press of Mississippi
- Keaton, Eleanor, and Vance, Jeffrey (2001), Buster Keaton Remembered, Harry N. Abrams ISBN 0-8109-4227-5
- Kerr, Walter (1975), The Silent Clowns, Alfred A. Knopf, (1990) Da Capo Press ISBN 0-394-46907-0
- Kline, Jim (1993), The Complete Films of Buster Keaton, Carol Pub. Group
- Knopf, Robert (1999), The Theater and Cinema of Buster Keaton, Princeton University Press ISBN 0-691-00442-0
- Lahue, Kalton C. (1966), World of Laughter: The Motion Picture Comedy Short, 1910–1930, University of Oklahoma Press
- Jean-Patrick Lebel（フランス語版） (1967), Buster Keaton, A.S. Barnes
- Maltin, Leonard (1978), The Great Movie Comedians, Crown Books
- Maltin, Leonard (revised 1983), Selected Short Subjects (first published as The Great Movie Shorts, 1972, Crown Books), Da Capo Press
- Mast, Gerald (1973, 2nd ed. 1979), The Comic Mind: Comedy and the Movies, University of Chicago Press
- McCaffrey, Donald W. (1968), 4 Great Comedians: Chaplin, Lloyd, Keaton, Langdon A.S. Barnes
- McPherson, Edward (2005), Buster Keaton: Tempest in a Flat Hat Newmarket Press ISBN 1-55704-665-4
- Meade, Marion (1995), Buster Keaton: Cut to the Chase, HarperCollins
- Mitchell, Glenn (2003), A–Z of Silent Film Comedy, B.T. Batsford Ltd.
- Moews, Daniel (1977), Keaton: The Silent Features Close Up University of California Press
- Neibaur, James L. and Terri Niemi (2013), Buster Keaton's Silent Shorts, Scarecrow Press
- Neibaur, James L. (2010), The Fall of Buster Keaton: His Films for MGM, Educational Pictures, and Columbia, Scarecrow Press
- Neibaur, James L. (2006), Arbuckle and Keaton: Their 14 Film Collaborations, McFarland & Co.
- Oderman, Stuart (2005), Roscoe "Fatty" Arbuckle: A Biography of the Silent Film Comedian, McFarland & Co.
- Oldham, Gabriella (1996), Keaton's Silent Shorts: Beyond the Laughter, Southern Illinois University Press
- Rapf, Joanna E. and Green, Gary L. (1995), Buster Keaton: A Bio-Bibliography, Greenwood Press
- Robinson, David (1969), The Great Funnies: A History of Film Comedy. E.P. Dutton.
- Scott, Oliver Lindsey (1995), Buster Keaton: The Little Iron Man. Buster Books.
- Smith, Imogen Sara (2008), Buster Keaton: The Persistence of ComedyGambit Publishing ISBN 978-0-9675917-4-2
- Staveacre, Tony (1987), Slapstick!: The Illustrated Story Angus & Robertson Publishers
- Stevens, Dana (2022). Camera Man: Buster Keaton, the Dawn of Cinema and the Invention of the 20th Century. New York: Atria Books. ISBN 9781501134197. OCLC 1285369307
- Yallop, David (1976), The Day the Laughter Stopped: The True Story of Fatty Arbuckle. St. Martin's Press.